# Rekonstrukce Jihu
Rekonstrukce Jihu je označení pro období amerických dějin mezi lety 1865 až 1877.
Po konci americké občanské války v roce 1865 došlo k zániku Konfederace a začala postupná integrace bývalých konfederačních států zpět do Unie. Určujícím právním základem pro Rekonstrukci Jihu byly tři rekonstrukční zákony prosazené americkým Kongresem v roce 1867. Byly to: zákon o vojenské obnově, zákon o armádním velení a zákon o funkčním zařazení. Během období Rekonstrukce probíhal v jižanských státech komplexní proces změn, a to zejména v oblasti politické, společenské a ekonomické. Za konec období Rekonstrukce Jihu se zpravidla považuje uzavření kompromisu z roku 1877.